# Dérégoué I
Ne doit pas être confondu avec Dérégoué II.
Dérégoué I est une commune rurale située dans le département de Sidéradougou de la province de la Comoé dans la région des Cascades au Burkina Faso.

## Géographie
Dérégoué I est situé à 17 km au nord-est de Sidéradougou, le chef-lieu du département, et de la route nationale 11, ainsi qu'à environ 70 km à l'est de Banfora.

## Démographie
| 2003 | 2006  | 2012 |
| ---- | ----- | ---- |
| -    | 7 267 | -    |

## Santé et éducation
Dérégoué I accueille un centre de santé et de promotion sociale (CSPS) tandis que le centre hospitalier régional (CHR) se trouve à Banfora.
Le village possède quatre écoles primaires publiques (au bourg et dans les quartiers de Boborola, Faraba et Tomora) et depuis 2017 un collège d'enseignement général (CEG).